# Colin Watson
Colin Watson (* 1. Februar 1920 in Croydon, Surrey; † 17. Januar 1983) war ein englischer Schriftsteller von Kriminalromanen.

## Leben
Watson arbeitete einige Jahre als Journalist (u. a. in Boston (Lincolnshire) und London), bevor er sich als freier Schriftsteller niederlassen konnte. 1958 konnte er mit seinem ersten Kriminalroman erfolgreich debütieren und blieb fortan diesem Genre treu.
Watson erfand u. a. „Inspector Purbright“, der in der fiktiven Stadt Flaxborough ermittelte. Seine Flaxborough-Reihe begründete seinen Ruf als Schriftsteller und einige davon wurden auch von der BBC fürs Fernsehen – in der Reihe Murder most English – verfilmt. Mit seinem Werk „Snobbery with violence“ setzte er sich auf sehr ironische Weise mit den Werken seiner Kollegen Agatha Christie, Edward Phillips Oppenheim, Dorothy L. Sayers und Edgar Wallace auseinander.

## Werke (Auswahl)
- Flaxborough-Reihe

1. Coffin, scarely used. Eyre & Spottiswoode, London 1958.
2. Immer Dienstags ... Kriminalroman („Bump in the night“). Müller Verlag, Stuttgart 19654.
3. Hopjoy was here. A novel. Methuen, London 1983, ISBN 0-413-52530-9.
4. Diskretion keine Ehrensache. Kriminalroman. („Lonelyheart 4122“). Desch Verlag, München 1963.
5. Charity ends at home. Methuen, London 1991, ISBN 0-7493-0662-9.
6. The Flaxborough crab. Eyre & Spottiswoode, London 1983, ISBN 0-7493-0665-3.
7. Broomsticks over Flaxborough. Eyre & Spottiswoode, London 1972.
8. The naked nuns. Methuen, London 1986, ISBN 0-413-45250-6.
9. One man's meat. Methuen, London 1988, ISBN 0-413-40460-9.
10. Plaster Sinners. Eyre Methuen, London 1980, ISBN 0-413-39040-3.
11. Whatever's been going on the Mumblesby? Mandarin Books, London 1991, ISBN 0-7493-1038-3.

- The Puritan. Eyre & Spottiswoode, London 1966.
- Snobbery with violence. English crime stories and their audience. Methuen, London 1987, ISBN 0-413-14260-4.

## Verfilmungen
- Ronald Wilson (Regie): Murder most English - The Flaxborough chronicles. Großbritannien 1977

1. Hopjoy was here 1.
2. Hopjoy was here 2. Lonely hearts 4122 1.
3. Lonelyhearts 4122 2.
4. The Flaxborough crab 1.
5. The Flaxborough 2.
6. Coffin, scarely used 1.
7. Coffin, scarely used 2.